# Арсений Коневский
Преподобный Арсе́ний Коне́вский, Новгородский чудотворец (или Коневецкий; 2-я половина XIV века, Великий Новгород — 12 июня 1447, Коневец) — православный монах из Новгородской республики, основатель Коневского монастыря, почитается как покровитель моряков. Привёз с Афона в Россию Коневскую икону Божией Матери.

## Житие
Родился в Новгороде, по профессии был ремесленником и изготовлял различные изделия из меди. В 1373 году, будучи ещё юношей, поступил в Лисогорский монастырь недалеко от Новгорода, где и принял монашество с именем Арсений. Прожив в монастыре 11 лет, отправился на Афон и провёл там три года, пребывая в молитве и изготовляя для афонской братии медную посуду. В 1393 году вернулся в Новгородскую республику и привёз икону Божией Матери, впоследствии названную Коневской. С этой иконой преподобный Арсений удалился на остров Коневец на Ладожском озере и провёл там с учениками пять лет.
В 1398 году по благословению новгородского архиепископа Иоанна основал на острове общежительный монастырь в честь Рождества Пресвятой Богородицы. Затем он повторно посетил Афон и просил у святогорцев молитв и благословения для своей обители. В 1421 году разлив озера, уничтоживший монастырские постройки, вынудил святого Арсения перенести обитель на новое место на том же острове. Скончался преподобный Арсений в 1447 году и был погребен в монастырской церкви.

## Почитание
Память совершается 12 (25) июня (преставление), кроме того во 2-е воскресенье по Пятидесятнице в Соборе Афонских преподобных, в 3-е воскресенье по Пятидесятнице — в Соборе Новгородских святых и в Соборе Санкт-Петербургских святых, в субботу между 31 октября и 6 ноября — в Соборе Карельских святых.
Тропарь:
Духом Божиим наставляемый, / возлюбил еси безмолвие, / в немже евангельски подвизающуся, / пречудный Афонский дар — / Богоматере икона, даровася ти, всеблаженне, / и, образ добродетелей быв стаду твоему, / Арсение отче наш, / к Горнему торжеству возшел еси, / идеже со Ангелы ликовствуя, / моли Христа Бога / спастися душам нашим.